# (34540) 2000 SW225
2000 SW225 (asteroide 34540) é um asteroide da cintura principal. Possui uma excentricidade de 0.03389570 e uma inclinação de 8.38878º.
Este asteroide foi descoberto no dia 27 de setembro de 2000 por LINEAR em Socorro.